# ویل، سنت گالن
شهر ویل در بخش ویل در کانتون سنت گالن در کشور سوئیس واقع شده‌است که ۱۶٬۶۰۰ نفر  جمعیت دارد.